# کاسوت، میسیسیپی
کاسوت (به انگلیسی: Kossuth) روستایی در ایالت میسیسیپی کشور ایالات متحده آمریکا است که جمعیت آن در سرشماری سال ۲۰۱۰ میلادی، ۲۰۹
نفر بوده‌است.